# Stenocercus cupreus
Stenocercus cupreus este o specie de șopârle din genul Stenocercus, familia Tropiduridae, descrisă de Boulenger 1885. Conform Catalogue of Life specia Stenocercus cupreus nu are subspecii cunoscute.